# Cereus haageanus
Cereus haageanus là một loài thực vật có hoa trong họ Cactaceae. Loài này được (Backeb.) N.P.Taylor mô tả khoa học đầu tiên năm 1991.